# أندري شفتشينكو
أندري شفتشينكو هو دبلوماسي وصحفي وسياسي أوكراني، ولد في 10 يونيو 1976 في Hvizdets ‏ في أوكرانيا. نشط حزبياً في Yulia Tymoshenko Bloc ‏.

## مناصب
- انتخب نائب عن الجمعية البرلمانية لمجلس أوروبا  [لغات أخرى]‏ لترشحه ضمن قائمة أوكرانيا، (22 أبريل 2013 – 25 يناير 2015).
- انتخب نائب الشعب الأوكراني [الإنجليزية]‏ خلال فترته النيابية [الإنجليزية]‏ (12 ديسمبر 2012 – 27 نوفمبر 2014).
- انتخب نائب الشعب الأوكراني [الإنجليزية]‏ خلال فترته النيابية  [لغات أخرى]‏ (23 نوفمبر 2007 – 12 ديسمبر 2012).
- انتخب نائب الشعب الأوكراني [الإنجليزية]‏ خلال فترته النيابية [الإنجليزية]‏ (25 مايو 2006 – 15 يونيو 2007).